# Trichoplusia acosmia
Trichoplusia acosmia là một loài bướm đêm trong họ Noctuidae.